# Aslauga purpurascens
Aslauga purpurascens är en fjärilsart som beskrevs av Holland 1890. Aslauga purpurascens ingår i släktet Aslauga och familjen juvelvingar. Inga underarter finns listade i Catalogue of Life.